# Vis y Rāmin
Vis y Rāmin (Persa: ويس و رامين, Vis o Rāmin) es un antiguo relato persa de amor. La epopeya fue escrita por el poeta persa Fakhraddin As‘ad Gorgāni (فخرالدين اسعد گرگاني) en el siglo XI.
La historia se remonta a la Persia preislámica. Si bien Gorgāni menciona un origen sasánida de la misma, en la actualidad se considera que proviene de la dinastía parta probablemente en el siglo I. También se ha sugerido que la historia de Gorgāni refleja las tradiciones y costumbres de la época inmediatamente anterior a la que él mismo vivió. Esto no se puede descartar, ya que en las culturas preindustriales la mayoría de las historias contadas a partir de fuentes antiguas suelen incluir elementos extraídos del mismo momento en que vive su propio narrador (anacronismos de los que sin embargo son conscientes y procuran evitar los autores modernos).

## Trasfondo
La historia se enmarca en la rivalidad entre dos clanes partos, uno en el oeste y el otro en el este. La existencia de estos pequeños reinos y su naturaleza feudal permiten estimar la época en el período parto de la historia persa. La popularidad de esta historia preislamica en el período islámico es destacada por el propio poeta, y muestra que existía una demanda de temas antiguos y aspectos tradicionales en la Persia medieval.

## Sinopsis
La historia trata sobre Vis, la hija de Shāhrū y Qarin, de la familia gobernante de Mah (Media) en el oeste de Irán, y Rāmin (Ramiro), el hermano menor de Mobad Monikan, el Rey de Merv en el noreste de Irán. Monikan conoce a Shahru en una gala real, se prenda de su belleza, y le pide que se case con él. Ella contesta que ella es mayor de lo que parece y que ya está casada, pero se compromete a darle a su hija si es que ella da a luz a una niña. 
Varios años más tarde, Shahru da a luz a una niña y la llama Vis o Viseh. Ella envía a Vis a Khuzan para ser criada por una nodriza o niñera que también cuida a Rāmin, que tiene la misma edad que Vis. Crecen juntos por diez años y luego, Vis regresa con su madre. Cuando Vis llega a la adolescencia, regresa con su madre y Shahru casa a Vis con su hijo, Viru, hermano de Vis. El matrimonio no se consuma debido a la menstruación de Vis en la noche de boda, lo que según la ley zoroástrica la hace inaccesible. Mobad Monikan se entera de la celebración del matrimonio y envía a su hermano Zard para recordarle a Shahru su promesa y llevarle a Vis a él. Vis rechaza con firmeza la solicitud de Mobad Monikan y se niega a ir. Monikan se considera ofendido y ataca Mah-Abad. En una batalla, muere Qārin, el padre de Vis, pero Monikan también es derrotado por Viru. Mobad Monikan, aunque derrotado en esta batalla, dirige a su ejército hacia Gurab, donde Vis está a la espera del resultado de la batalla. Mobad envía un mensajero a Vis, ofreciéndole diversos privilegios a cambio de casarse con él. Pero Vis rechaza la oferta de Mobad con orgullo y con indignación. Mobad pide consejo a sus dos hermanos Zard y Rāmin. Rāmin, que ya está enamorado de Vis, intenta disuadir a Mobad de tratar de conquistar a Vis. Sin embargo, Zard el otro hermano de Mobad sugiere sobornar a Shahru como una manera de ganarse a Vis. Mobad escucha el consejo de Zard y envía dinero y joyas a Shahru y la soborna para entrar al castillo. A continuación, secuestra a Vis, muy a pesar de Viru. 
En el viaje de regreso a Merv, mientras es conducida a la ciudad, Rāmin alcanza a ver brevemente a Vis y se consume de amor por ella, hasta tal punto que se cae de su montura y se desmaya. Vis es alojada en el harén de Mobad y se le presentan numerosos obsequios. La nodriza de Vis la acompaña en Merv, e intenta convencerla de que se comporte de manera pragmática, aceptando a Mobad y olvidándose de Viru. Inicialmente a Vis le es difícil aceptar su destino, pero finalmente se entrega al harén de Mobad. 

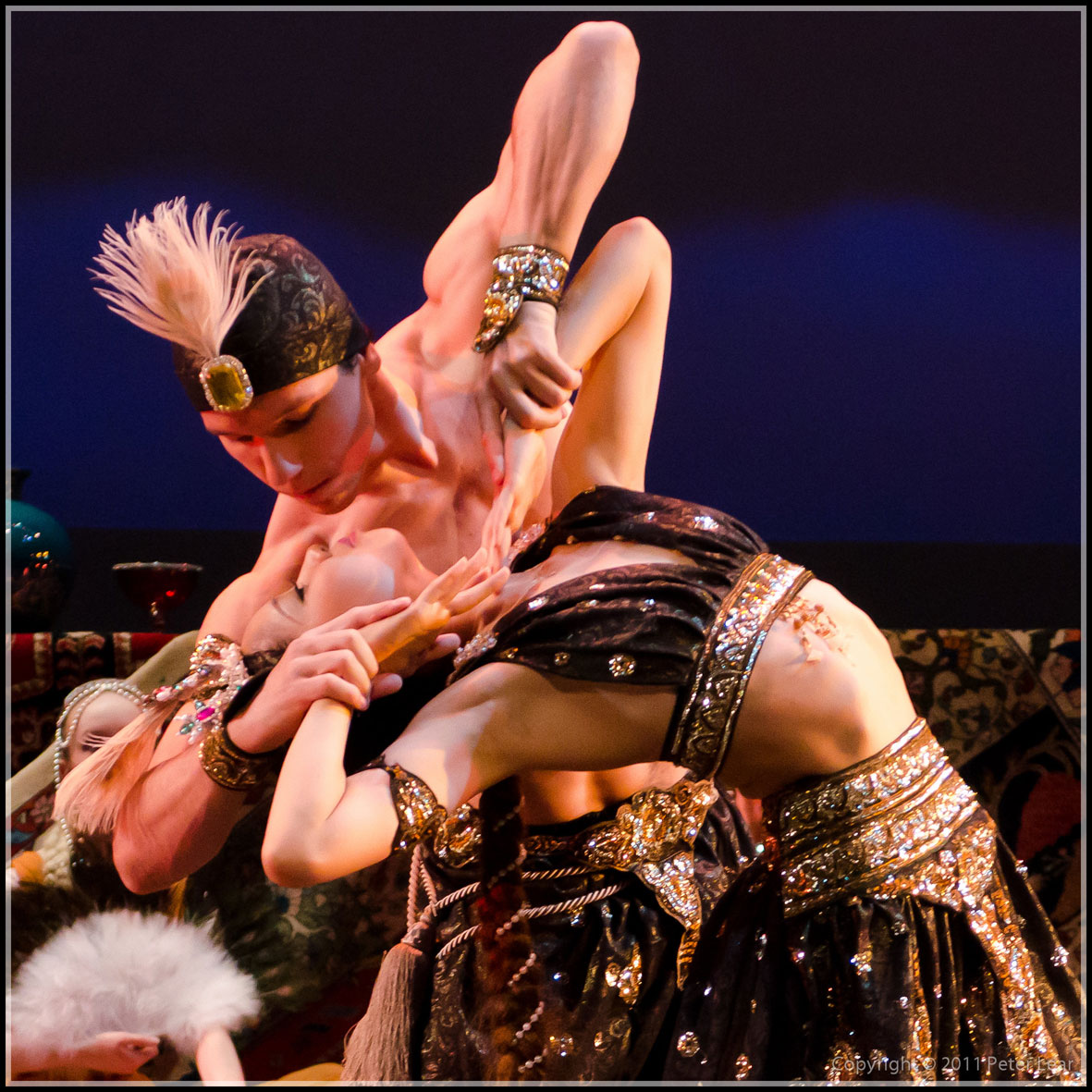
Vis y Rāmin, Les Ballets Persans. Coreografía de Nima Kiann.

Durante un año Vis se niega a entregarse a Mobad, excusándose en que todavía estaba de luto por la muerte de su padre. Durante este período su nodriza fabrica un talismán que hace que Mobad quede impotente por el lapso de un mes. El conjuro sólo puede romperse si se rompe el talismán, pero el talismán es arrastrado por una inundación y se extravía, por lo que Mobad nunca es capaz de dormir con su novia.
Vis lloraba la muerte de su padre y la separación de su hermano y primer marido, Viru. Rāmin, que estaba en la escolta que la llevó a la ciudad, la vio y reconoció, suplica a la nodriza que le cuente a Vis de su amor. Vis se enoja y se niega a tener un encuentro con Rāmin. Finalmente, después de un montón de conversaciones y mensajes a través de la nodriza, y mientras el rey Mobad Monikan está en campaña, Vis y Rāmin se encuentran. Vis se enamora de Rāmin y los dos consuman su amor. 
Luego que regresa Monikan, deciden ir a visitar a la familia de Vis en Mah. Allí Monikan escucha una conversación entre la nodriza y Vis, y se da cuenta de que su esposa ama a Rāmin. Monikan exige una prueba mediante el fuego, el cual Vis debe atravesar para demostrar su castidad. Pero Vis y Rāmin se fugan. La madre de Monikan intercede y logra la paz entre sus dos hijos, Rāmin y el rey, y todos regresan a Merv.
Monikan lleva a Rāmin consigo en una campaña contra los romanos, pero Rāmin se enferma y se queda atrás. Rāmin regresa a Vis, que ha quedado encerrada en un castillo por Monikan y bajo la custodia de Zard el otro hermano del rey. Rāmin escala el muro y pasa su tiempo con Vis hasta que Monikan regresa de la guerra y Rāmin se escapa. 
Rāmin piensa que su amor con Vis no tiene futuro, por lo que pide a Monikan que lo envie en una misión a Maah. Allí, Rāmin se enamora de una mujer llamada Gol y se casa con ella. Vis se entera de ello y envía a la nodriza a que le recuerde a Rāmin de su amor. Rāmin le envía una dura respuesta. Vis le envía un nuevo mensaje muy elaborado rogándole que regrese con ella. Para entonces Rāmin estaba aburrido de su vida de casado y después de recibir el segundo mensaje decide regresar con Vis. Pero cuando arriba a Merv montado en su corcel en medio de una tormenta de nieve, Vis va a la azotea del castillo y rechaza su amor. Rāmin se retira desesperado. Vis se arrepiente de su proceder y envía a la nodriza a buscar a Rāmin. Finalmente se reconcilian. 
Monikan lleva a Rāmin de cacería mientras que Vis, la nodriza y otras mujeres concurren a un templo del fuego en las cercanías. Rāmin se ausenta de la cacería, se disfraza de mujer para entrar en el templo, y se fuga con Vis. Regresan al castillo y con ayuda de los hombres de Rāmin, matan a la guarnición y también a Zard. Luego escapan hacia Dailam, en la costa del mar Caspio. Monikan es matado por un jabalí durante la cacería. Vis y Rāmin regresan a Merv y Rāmin ocupa el trono como rey y desposa a Vis. El reinado de Rāmin dura 83 años. Durante el año 81 muere Vis y Rāmin le entrega el reino al hijo primogénito que tuvo con ella y en la tumba de Vis lamenta su duelo durante dos años, luego de lo cual se le une en el más allá.

## Extracto
El siguiente es un colorido extracto en el cual se describe la belleza de Vis (traducido al español desde la versión "Vis and Rāmin" (en inglés) traducido del persa por Dick Davis. Washington D. C.: Mage, February 2008 ISBN 1933823178):
| Traducción Ella se convirtió en un ciprés plateado, Su corazón acerado, y su espíritu libre, Y la Sabiduría asomando en su dulce semblante No sabía como describir su gracia radiante. Dijo, "Ella es un jardín emergente Con toda la frescura de la primavera temprana, Sus ojos son dos narcisos, y su cabellera Allí es donde anidan las violetas púrpuras, Su rostro está formado de tulipanes y rosas salvajes." Pero luego dijo, "Es el otoño el que da forma a Su encanto, no la primavera, ella está hecha De frutos que maduran en la sombra otoñal: Su cabellera son racimos de vid, sus pechos ahora exhiben La forma de las granadas, Su mentón es como una manzana, suave y redonda." Y luego la Sabiduría dijo, "En esta dulce joven se encuentran Las riquezas que anhelan todas las personas, y ella Es como un rico tesoro real: Su piel es seda, su faz es rico brocado, Su cabello es la esencia de la cual se fabrican las fragancias, Su cuerpo está construido en plata, y debajo Por sus labios rubí asoman perlas invalorables, sus dientes." Y luego la Sabiduría dijo, "Pero Dios la ha conformado con Su propia refulgencia, y amor celestial, Y en su cuerpo se encuentran todos los componentes Que hacen que las sendas del paraíso sean tan dulces, El agua y la leche, el vino rojo en sus mejillas, La miel de sus labios, todos son divinos." Por lo tanto no debe sorprender que la Sabiduría se haya equivocado, Ya que los ojos del cielo, al verla, se tornaron oscuros. Sus mejillas se robarían el corazón de la primavera, cuando la Paciencia espió Sus dulces ojos, suspiró por ellos y expiró; Su cara era como el Sol, en coquetería Ella era la dueña de todos los embrujos. Su cara era blanca, tal como la de un pálido rey occidental; Sus trenzas eran guardias, vestidos de negro como la noche, Y, como una africana de la realeza, su cabellera Brillaba por el fuego de las antorchas de sus mejillas, allí. Sus rizos eran como una nube negra, y entre su Venus morena, se ocultaba su brillante aro en su oreja. Sus dedos eran diez juncos de marfil, Sus uñas eran avellanas sutilmente calzadas, Su collar era como hielo que ha coalescido En la conflagración con su pecho, Como si las espléndidas Pléyades fueran esparcidas En la superficie brillante de la Luna, Como si una guirnalda reluciente fuera envuelta en un ciprés de plata. Ella era una houri para ser amada, Por su fortaleza interna ella era una hechicera, Sus ojos los ojos de una corza, y se diría que su Trasero rollizo era el de un onagro. Sus labios destilaban azúcar, y por donde Ella transitaba almizcle esparcían sus cabellos fragantes; Y uno diría que una travesura sutil hacía; Que su rostro saqueara corazones como oficio cruel, O que a esta amorosa criatura se le dio, Toda la belleza que era propiedad del cielo | Persa original: چو قامت بر کشید آن سرو آزاد که بودش تن ز سیم و دل ز پولاد خرد در روی او خیره بماندی ندانستی که آن بت را چه خواندی گهی گفتی که این باغ بهارست که در وی لالهای آبدارست بنفشه زلف و نرگس چشمکانست چو نسرین عارض لاله رخانست گهی گفتی که این باغ خزانست که در وی میوهای مهرگانست سیه زلفینش انگور ببارست زنخ سیب و دو پستانش دونارست گهی گفتی که این گنج شهانست که در وی آرزوهای جهانست رخش دیبا و اندامش حریرست دو زلفش غالیه، گیسو عبیر است تنش سیمست و لب یاقوت نابست همان دندان او درّ خوشابست گهی گفتی که این باغ بهشتست که یزدانش ز نور خود سرشتست تنش آبست و شیر و می رخانش همیدون انگبینست آن لبانش روا بود ار خرد زو خیره گشتی کجا چشم فلک زو تیره گشتی دو رخسارش بهار دلبری بود دو دیدارش هلاک صابری بود بچهر آفتاب نیکوان بود بغمزه اوستاد جادوان بود چو شاه روم بود آن ری نیکوش دو زلفش پیش او چون دو سیه پوش چو شاه زنگ بودش جعد پیچان دو رخ پیشش چو دو شمع فروزان چو ابر تیره زلف تابدارش بار اندر چو زهره گوشوارش ده انگشتش چو ده ماسورهء عاج بسر بر هر یکی را فندقی تاج نشانده عقد او را درّ بر زر بسان آب بفسرده بر آذر چو ماه نَو بر او گسترده پروین چو طوق افگنده اندر سرو سیمین جمال حور بودش، طبع جادو سرینِ گور بودش، چشم آهو لب و زلفینش را دو گونه باران شکر بار این بدی و مشکبار آن تو گفتی فتنه را کردند صورت بدان تا دل کنند از خلق غارت وُ یا چرخ فلک هر زیب کش بود بر آن بالا و آن رخسار بنمود |